# Varsity Stadium
El Varsity Stadium es un estadio multipropósito utilizado principalmente para el fútbol canadiense, ubicado en la ciudad de Toronto, Ontario, en Canadá.

## Historia
El estadio fue construido en el año 1898 como una pista de atletismo, y fue para 1911 que se habilitó el terreno para practicar otros deportes. Desde su inicio ha sido la sede del equipo de fútbol de la Universidad de Toronto, los Toronto Varsity Blues, y también fue la sede de los Toronto Argonauts de fútbol americano hasta 1959, último año en el que un equipo de la liga de fútbol americano lo tuvo como sede, aunque lo usaron en partidos de pretemporada en los años 2014 y 2015.
La capacidad del estadio ha cambiado con el paso de los años, ya que originalmente era solo para 500 espectadores, pero con las constantes remodelaciones y reconstrucciones que ha tenido, actualmente es para 5.000 espectadores, y hasta el 2005 contaba con césped natural hasta que pasaron a una superficie sintética.
Durante la década de los años 1970 fue la sede del Toronto Blizzard, equipo desaparecido de la NASL, así como del equipo aficionado Toronto Lynx.

## Eventos

### Deportivos
En el estadio se han realizado varios eventos deportivos como algunas ediciones de la Grey Cup, la final de la NASL en 1984, partidos de fútbol de los Juegos Olímpicos de 1976, fue sede de la Copa Mundial de Lacrosse en 1997, la Copa Mundial de Fútbol Sub-16 de 1987 y de un partido amistoso que tuvo la selección nacional ante Irán en agosto de 1997 al que asistieron 15.000 espectadores.
También fue la sede de arquería en los Juegos Panamericanos de 2015.

### Conciertos
El recinto también ha albergado varios conciertos, uno de ellos mostrado en el documental Sweet Toronto y el álbum de John Lennon titulado Live Peace in Toronto.
Otros que han utilizado el estadio han sido Eric Clampton, The Doors, Plastic Ono Band, Bo Diddley, Chicago, Tony Joe White, Jerry Lee Lewis, Alice Cooper, Chuck Berry, Cat Mother & the All Night Newsboys, Gene Vincent, Junior Walker & the All Stars, Little Richard, Doug Kershaw, Screaming Lord Sutch, Nucleus, Milkwood y Whiskey Howl.
También fue la sede del Rock and roll revival de 1969, del Destroyer Tour de Kiss el 6 de septiembre de 1976 y del Permanent Waves de Rush el 2 de septiembre de 1979.

### Eventos Mayores
| Edición | Fecha                   | Ganador                                 | Resultado | Perdedor                            | Asistencia |
| ------- | ----------------------- | --------------------------------------- | --------- | ----------------------------------- | ---------- |
| 3º      | 25 de noviembre de 1911 | University of Toronto Varsity Blues (3) | 14–7      | Toronto Argonauts                   | 13,687     |
| 6º      | 5 de diciembre de 1914  | Toronto Argonauts                       | 14–2      | University of Toronto Varsity Blues | 10,500     |
| 7º      | 20 de noviembre de 1915 | Hamilton Tigers (2)                     | 13–7      | Toronto Rowing Association          | 2,808      |
| 8º      | 4 de diciembre de 1920  | University of Toronto Varsity Blues (4) | 16–3      | Toronto Argonauts                   | 10,088     |
| 9º      | 3 de diciembre de 1921  | Toronto Argonauts (2)                   | 23–0      | Edmonton Eskimos                    | 9,558      |
| 11.º    | 1 de diciembre de 1923  | Queen's University (2)                  | 54–0      | Regina Rugby Club                   | 8,629      |
| 12.º    | 29 de noviembre de 1924 | Queen's University (3)                  | 11–2      | Toronto Balmy Beach                 | 5,978      |
| 14.º    | 4 de diciembre de 1926  | Ottawa Senators (2)                     | 10–7      | Toronto Varsity Blues               | 8,276      |
| 15.º    | 26 de noviembre de 1927 | Toronto Balmy Beach                     | 9–6       | Hamilton Tigers                     | 13,676     |
| 18.º    | 6 de diciembre de 1930  | Toronto Balmy Beach (2)                 | 11–6      | Regina Roughriders                  | 3,914      |
| 22.º    | 24 de noviembre de 1934 | Sarnia Imperials                        | 20–12     | Regina Roughriders                  | 8,900      |
| 24.º    | 5 de diciembre de 1936  | Sarnia Imperials (2)                    | 26–20     | Ottawa Rough Riders                 | 5,883      |
| 25.º    | 11 de diciembre de 1937 | Toronto Argonauts (4)                   | 4–3       | Winnipeg Blue Bombers               | 11,522     |
| 26.º    | 10 de diciembre de 1938 | Toronto Argonauts (5)                   | 30–7      | Winnipeg Blue Bombers               | 18,778     |
| 28.º    | 30 de noviembre de 1940 | Ottawa Rough Riders                     | 8–2       | Toronto Balmy Beach                 | 4,998      |
| 29.º    | 29 de noviembre de 1941 | Winnipeg Blue Bombers (3)               | 18–16     | Ottawa Rough Riders                 | 19,065     |
| 30.º    | 5 de diciembre de 1942  | Toronto RCAF Hurricanes                 | 8–5       | Winnipeg RCAF Bombers               | 12,455     |
| 31.º    | 27 de noviembre de 1943 | Hamilton Flying Wildcats                | 23–14     | Winnipeg RCAF Bombers               | 16,423     |
| 33.º    | 1 de diciembre de 1945  | Toronto Argonauts (6)                   | 35–0      | Winnipeg Blue Bombers               | 18,660     |
| 34.º    | 30 de noviembre de 1946 | Toronto Argonauts (7)                   | 28–6      | Winnipeg Blue Bombers               | 18,960     |
| 35.º    | 29 de noviembre de 1947 | Toronto Argonauts (8)                   | 10–9      | Winnipeg Blue Bombers               | 18,885     |
| 36.º    | 27 de noviembre de 1948 | Calgary Stampeders                      | 12–7      | Ottawa Rough Riders                 | 20,013     |
| 27.º    | 26 de noviembre de 1949 | Montreal Alouettes                      | 28–15     | Calgary Stampeders                  | 20,087     |
| 38.º    | 25 de noviembre de 1950 | Toronto Argonauts (9)                   | 13–0      | Winnipeg Blue Bombers               | 27,101     |
| 39.º    | 24 de noviembre de 1951 | Ottawa Rough Riders (4)                 | 21–14     | Saskatchewan Roughriders            | 27,341     |
| 40.º    | 29 de noviembre de 1952 | Toronto Argonauts (10)                  | 21–11     | Edmonton Eskimos                    | 27,391     |
| 41.º    | 28 de noviembre de 1953 | Hamilton Tiger-Cats                     | 12–6      | Winnipeg Blue Bombers               | 27,313     |
| 42.º    | 27 de noviembre de 1954 | Edmonton Eskimos                        | 26–25     | Montreal Alouettes                  | 27,328     |
| 44.º    | 24 de noviembre de 1956 | Edmonton Eskimos (3)                    | 50–27     | Montreal Alouettes                  | 39,417     |
| 45.º    | 30 de noviembre de 1957 | Hamilton Tiger-Cats (2)                 | 32–7      | Winnipeg Blue Bombers               | 27,425     |

| Edición | Fecha                   | Ganador      | Resultado | Perdedor          |
| ------- | ----------------------- | ------------ | --------- | ----------------- |
| 1.º     | 20 de noviembre de 1965 | Toronto      | 14–7      | Alberta           |
| 2.º     | 19 de noviembre de 1966 | St. F.X.     | 40–14     | Waterloo Lutheran |
| 3.º     | 25 de noviembre de 1967 | Alberta      | 10–9      | McMaster          |
| 4.º     | 22 de noviembre de 1968 | Queen's      | 42–14     | Waterloo Lutheran |
| 5.º     | 21 de noviembre de 1969 | Manitoba     | 24–15     | McGill            |
| 6.º     | 21 de noviembre de 1970 | Manitoba (2) | 38–11     | Ottawa            |
| 7.º     | 20 de noviembre de 1971 | Western      | 15–14     | Alberta           |
| 8.º     | 25 de noviembre de 1972 | Alberta (2)  | 20–7      | Waterloo Lutheran |
| 12.º    | 19 de noviembre de 1976 | Western (3)  | 29–13     | Acadia            |
| 13.º    | 19 de noviembre de 1977 | Western (4)  | 48–15     | Acadia            |
| 14.º    | 18 de noviembre de 1978 | Queen's (2)  | 16–3      | UBC               |
| 15.º    | 17 de noviembre de 1979 | Acadia       | 34–12     | Western           |
| 16.º    | 29 de noviembre de 1980 | Alberta (3)  | 40–21     | Ottawa            |
| 17.º    | 28 de noviembre de 1981 | Acadia (2)   | 18–12     | Alberta           |
| 18.º    | 20 de noviembre de 1982 | UBC          | 39–14     | Western           |
| 19.º    | 19 de noviembre de 1983 | Calgary      | 31–21     | Queen's           |
| 20.º    | 24 de noviembre de 1984 | Guelph       | 22–13     | Mount Allison     |
| 21.º    | 30 de noviembre de 1985 | Calgary (2)  | 25–6      | Western           |
| 22.º    | 22 de noviembre de 1986 | UBC (2)      | 25–23     | Western           |
| 23.º    | 21 de noviembre de 1987 | McGill       | 47–11     | UBC               |
| 24.º    | 19 de noviembre de 1988 | Calgary (3)  | 52–23     | Saint Mary's      |

| Fecha               | local           | Resultado | Visita               | Ronda            | Asistencia |
| ------------------- | --------------- | --------- | -------------------- | ---------------- | ---------- |
| 18 de julio de 1976 | Brasil          | 0–0       | Alemania Democrática | Grupo A          | 21,643     |
| 19 de julio de 1976 | Israel          | 0–0       | Guatemala            | Grupo B          | 9,500      |
| 21 de julio de 1976 | Corea del Norte | 3–1       | Canadá               | Grupo D          | 12,638     |
| 25 de julio de 1976 | Brasil          | 4–1       | Israel               | Cuartos de final | 18,601     |
| 27 de julio de 1976 | Polonia         | 2–0       | Brasil               | Semifinales      | 21,743     |

## Galería

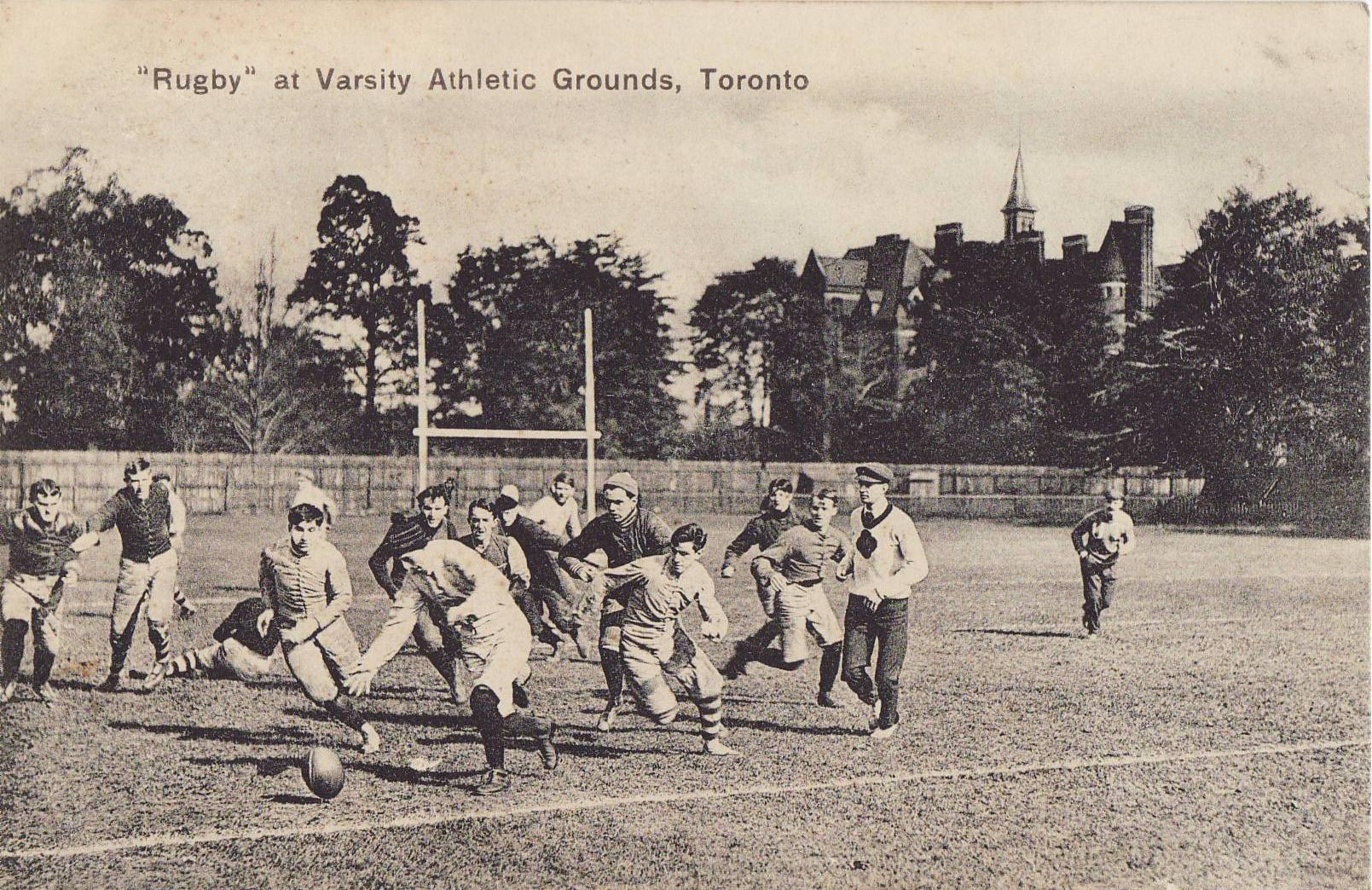
Partido de rugby en 1909.
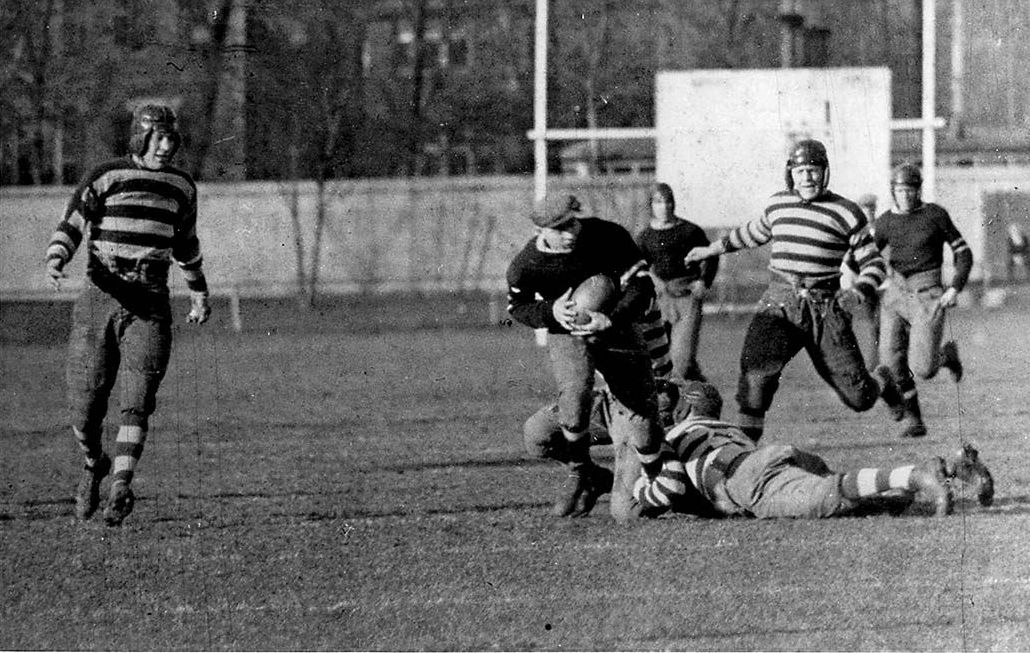
Argos vs. Rough Riders en 1924.
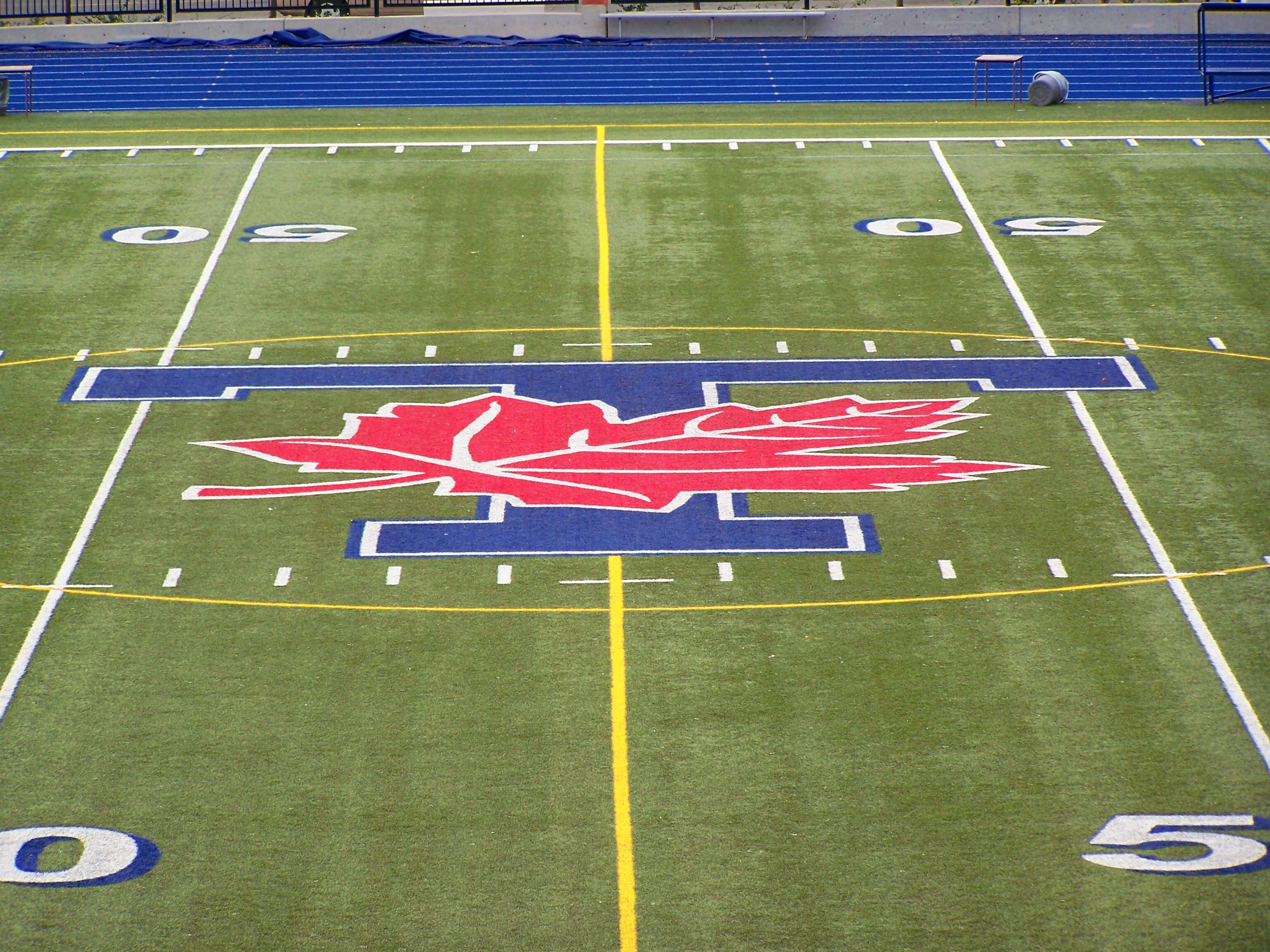
Vista del Mediocampo del Varsity Stadium.
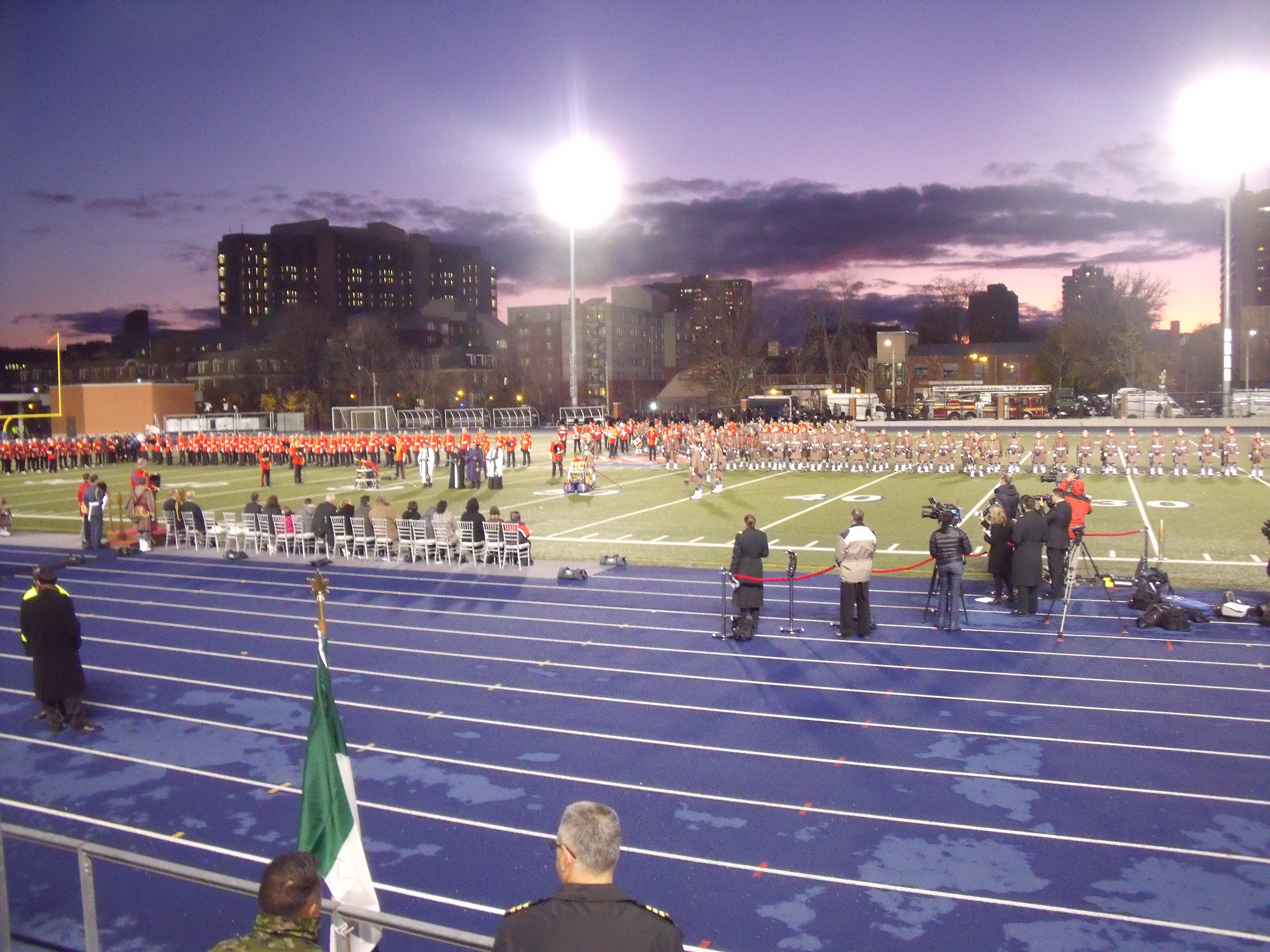
Charles, Prince of Wales.